# Аргеллата, Пьетро ди
Пьетро ди Аргеллата (итал. Pietro d’Argelata или d’Argellata, лат. Petrus de Argellata; ум. 1423, Болонья) — итальянский врач, профессор Болонского университета, автор трактата «Хирургия» («Chirurgia»).

## Биография
О жизни Аргеллаты мало данных. Известно, что врачебному искусству он обучался у знаменитого хирурга Средневековья Ги де Шолиака. После учёбы Аргеллата получил степень доктора медицины, преподавал астрономию, логику и хирургию в Болонском университете. Был известен как переводчик Канона Авиценны. Также имел обширную медицинскую практику, благодаря которой и сумел написать свой главный труд — трактат «Хирургия». Особенно широкую известность Пьетро ди Аргеллата приобрел после того, как провёл вскрытие и бальзамирование тела папы Александра V, внезапно скончавшегося 3 мая 1410 г. Умер в 1423 г. и похоронен в болонской церкви Сан-Джакомо Маджоре. В 1820 году в анатомическом театре Болонской студии Пьетро ди Аргеллата установлен мраморный памятник.

## Научные труды
Главное произведение Пьетро ди Аргеллаты, трактат «Хирургия», представляет собой практическое руководство по хирургии с подробным описанием различных операций. Трактат содержит шесть томов, в которых освещаются различные вопросы хирургического лечения. Пьетро ди Аргеллата предлагает усовершенствованные описания уже известных операций, добавляя к ним собственные наблюдения из хирургической практики. Следует отметить описание лечения переломов и вывихов, а также показания к резекции кости. При диагностике хирургических поражений нервов он отмечает разницу между сенсорными и двигательными нервами. Помимо практических рекомендаций по хирургическому лечению различных заболеваний, автор даёт и сведения об их происхождении и причинах.
Впервые работа Аргеллаты была издана в Венеции через 57 лет после смерти автора в 1480 г. Затем переиздавался в 1492, 1497 и 1499 гг. Трактат быстро стал популярным и долгое время служил одним из главных пособий для итальянских специалистов. В фонде Российской национальной библиотеки сохранился экземпляр второго венецианского издания «Хирургии».